# الاسترواح
الاسترواح، المعروف أيضًا بالنفاخ، هو وجود غير طبيعي للهواء أو لغاز آخر داخل الأنسجة.
في الرئتين، يشمل النفاخ توسع المساحات الهوائية القاصية، وهو سمة رئيسية لداء الانسداد الرئوي المزمن.
استرواح الصفاق (أو النفاخ الصفاقي) هو وجود هواء أو غاز داخل التجويف البطني، وينتج في الغالب عن وجود عضو بطني منثقب. يعد الاسترواح أيضًا نتيجة شائعة للجراحة. يشتق المصطلح من الكلمتين المرادفتين لـ هواء ومرض.
الاسترواح المفصلي هو وجود هواء في المفصل، ونادرًا ما يكون علامة خطيرة.

## حسب الموقع

### الرئتين
يتميز النفاخ الرئوي، الذي يسمى عادةً النفاخ، بامتلاء الأجواف والفراغات بالهواء وبـ (استرواح) الرئة، الذي قد يتنوع في الحجم وقد يكون كبيرًا للغاية. تنتج الفراغات عن تحطم جدران الأسناخ وحلولها محل النسيج الحشوي الرئوي الإسفنجي. ينقِص ذلك من إجمالي السطح السنخي المتاح لتبادل الغازات ما يؤدي إلى نقص تزويد الدم بالأكسجين. يؤثر النفاخ عادةً على السكان الكهول أو كبار السن. ذلك لأن المرض يستغرق وقتًا ليتطور بوجود آثار التدخين وعوامل الخطر الأخرى. يعد عوز ألفا 1-أنتيتريبسين عاملًا جينيًا قد يقود إلى الحالة المذكورة سابقًا.
يعد الاسترواح سمة رئيسية لداء الانسداد الرئوي المزمن، وهو نوع من أمراض الرئة الانسدادية التي تتميز بمشاكل تنفس طويلة الأمد وضعف جريان الهواء. حتى دون وجود داء الانسداد الرئوي المزمن، يشير وجود نفاخ رئوي على الصورة المقطعية المحوسبة للرئة إلى معدل وفيات أعلى لدى مدخني التبغ. في عام 2016 في الولايات المتحدة، كانت هناك 6,977 حالة وفاة بسبب النفاخ، أي 2.2 لكل 100,000 من السكان. هناك ارتباط بين النفاخ وهشاشة العظام.
هناك ثلاثة أنواع فرعية للنفاخ الرئوي، فُصيصي مركزي أو عُنيبي مركزي، وشامل للفصيصات أو شامل للعُنيبات، والمجاور للحاجز أو النفاخ العُنيبي القاصي، تتعلق هذه الأنواع بتشريح فصيصات الرئة، ولا تترافق مع التليف. يتضمن النوع الرابع، وهو النفاخ غير المنتظم، عنيبات غير منتظمة ويترافق مع التليف. على الرغم من أن الأنواع الفرعية تظهر بشكل واضح في التصوير، لكنها ليست محددة جيدًا سريريًا.
يترافق أول نوعين فقط من النفاخ، الفصيصي المركزي والشامل للفصيصات مع إعاقة هامة لجريان الهواء، مع الإشارة إلى أن إعاقة الجريان في النفاخ الفصيصي المركزي أكثر شيوعًا بنحو 20 مرة من الشامل للفصيصات.

#### النفاخ الفصيصي المركزي
يؤثر النفاخ الفصيصي المركزي، الذي يسمى أيضًا النفاخ العنيبي المركزي، على الجزء الفصيصي المركزي من الرئة، والمنطقة المحيطة بالقصيبات الانتهائية، والقصيبة التنفسية الأولى، ويمكن رؤيته على الصورة كمنطقة محيطة بطرف الشريان الرئوي المرئي. يعد النفاخ الفصيصي المركزي النوع الأكثر شيوعًا والذي يترافق عادةً مع التدخين، والتهاب القصبات المزمن. يتطور المرض بدءًا من الجزء الفصيصي المركزي، بعيدًا عن النسيج الحشوي الرئوي في المحيط (الفصيصات المحيطية). تُصاب الفصوص العلوية من الرئتين عادةً.

#### النفاخ الشامل للفصيصات
قد يشمل النفاخ الشامل للفصيصات، المسمى أيضًا بالنفاخ الشامل للعنيبات، كامل الرئة أو الفصوص السفلية بشكل رئيسي. يترافق هذا النوع من النفاخ مع عوز ألفا 1-أنتيتريبسين (إيه 1 إيه دي أو إيه إيه تي دي)، ولا يتعلق بالتدخين.

#### النفاخ المجاور للحاجز
يرتبط النفاخ المجاور للحاجز، الذي يسمى أيضًا النفاخ العنيبي القاصي، بالتبدل النفاخي بجانب السطح الجنبي، أو بوجود شق. تظهر المساحات الكيسية المسماة النفاخات أو الفقاعات والتي تتشكل في النفاخ المجاور للحاجز نموذجيًا على عمق طبقة واحدة تحت غشاء الجنب. ويميزها ذلك عن تنخرب المسافات الكيسية الصغيرة في التليف والذي يحدث عادةً على طبقات. لا يترافق هذا النوع من النفاخ مع إعاقة الجريان الهوائي.

#### النفاخ الفقاعي
حين تكون الفقاعات تحت الجنب كبيرة يدعى هذا النوع من النفاخ بالنفاخ الفقاعي. قد تصبح الفقاعات ممتدة وتتحد لتشكل فقاعات عملاقة. قد تكون هذه الفقاعات كبيرة ما يكفي لتشغل ثلث شق الصدر، وتضغط على النسيج الحشوي الرئوي، وتسبب الانزياح. يدعى النفاخ حاليًا بالنفاخي الفقاعي العملاق، ويشتهر أكثر باسم متلازمة اختفاء الرئة نظرًا للضغط الواقع على النسيج الحشوي الرئوي. قد تتمزق فقاعة أو عدة فقاعات وتسبب استرواح الصدر.